# HMS Sterlet (2S)
Le HMS Sterlet (Pennant number : 2S) était un sous-marin de la classe S de la Royal Navy britannique. Mis en service en 1934, il sert pendant la Seconde Guerre mondiale. Le Sterlet est un des 12 navires nommé dans la chanson Twelve Little S-Boats.

## Conception et description
La deuxième série de sous-marins de la classe S a été conçue comme une version légèrement améliorée et élargie des premiers bateaux de la classe et était destinée à être exploitée en mer du Nord et en mer Baltique. Les sous-marins avaient une longueur totale de 63,6 m, une largeur de 7,3 m et un tirant d'eau moyen de 3,6 m. Ils déplaçaient 780 t en surface et 975 t en immersion. Les sous-marins de classe S avaient un équipage de 40 officiers et matelots. Ils avaient une profondeur de plongée de 91,4 m.
Pour la navigation en surface, les sous-marins étaient propulsés par deux moteurs Diesel de 775 chevaux (578 kW), chacun entraînant un arbre d'hélice. En immersion, chaque hélice était entraînée par un moteur électrique de 650 chevaux-vapeur (485 kW). Ils pouvaient atteindre 13,75 nœuds (25,47 km/h) en surface et 10 nœuds (19 km/h) sous l'eau. En surface, les sous-marins du deuxième groupe avaient une autonomie de 6 000 milles nautiques (11 000 km) à 10 nœuds (19 km/h) et de 64 milles nautiques (119 km) à 2 nœuds (3,7 km/h) en immersion.
Les sous-marins de classe S étaient armés de six tubes lance-torpilles de 21 pouces (533 mm) à l'avant. Ils transportaient six torpilles de rechange pour un total d'une douzaine de torpilles. Ils étaient également armés d'un canon de pont de 3 pouces (76 mm).

## Historique
Commandé le 2 mars 1936 dans le cadre du programme de construction de 1935, le HMS Sterlet est posé le 14 juillet 1936 dans le chantier naval de Chatham Dockyard à Chatham en Angleterre. Il est lancé le 22 septembre 1937. Le sous-marin est mis en service le 18 avril 1938 et a reçu le numéro de fanion (Pennant number) 2S.
Au début de la Seconde Guerre mondiale, le Sterlet est membre de la 2e Flottille de sous-marins. Du 23 au 26 août 1939, la 2e Flottille de sous-marins est transférée dans ses bases de guerre à Dundee et Blyth.
Le 8 avril 1940, le Sterlet part pour une patrouille dans le Skagerrak, au large de la Norvège, sous le commandement du Lieutenant Gerard Henry Stacpoole Haward. Quatre jours plus tard, il attaque sans succès un convoi de trois navires marchands et un destroyer. Le jour suivant, il se voit assigner une nouvelle zone de patrouille et, le 14 avril, il torpille le navire-école d'artillerie allemand Brummer, ce qui entraîne son naufrage le lendemain.
Il a probablement été coulé par les chalutiers anti-sous-marins allemands UJ-125, UJ-126 et UJ-128 le 18 avril. Il se peut aussi qu'il ait heurté une mine en rentrant au port.

## Commandants
- Lieutenant (Lt.) Gerard Henry Stacpoole Haward (RN) du 1er août 1939 au 18 avril 1940

Notes: RN: Royal Navy.